# Ciglič
Ciglič je priimek v Sloveniji, ki ga je po podatkih Statističnega urada Republike Slovenije na dan 1. januarja 2010 uporabljalo 70 oseb in je med vsemi priimki po pogostosti uporabe uvrščen na 5.862. mesto.

## Znani nosilci priimka
- Barbara Pihler Ciglič, jezikoslovka hispanistka, prof. FF UL
- Henrik Ciglič (*1947), prevajalec
- Hinko Vladimir Ciglič, gradbeni inženir
- Marjan Ciglič (1924—1998), fotograf in partizan
- Marjan Ciglič (1930—2012), glasbenik, zborovodja
- Marjan Ciglič (*1944), filmski režiser
- Rok Ciglič (*1983), geograf, informatik
- Zvona Ciglič (*1948), etnologinja, muzealka
- Zvonimir Ciglič (1921—2006), dirigent, skladatelj, glasbeni pedagog